# Milton (Massachusetts)
Milton ist eine Town im Norfolk County des Bundesstaates Massachusetts in den Vereinigten Staaten. Im Jahr 2020 lebten dort 28.630 Einwohner in 9.844 Haushalten auf einer Fläche von 34,4 km².
Prozentual gesehen ist Milton die „irischste“ Stadt in den Vereinigten Staaten von Amerika, 43 % ihrer Einwohner sind irischer Abstammung.

## Geographie
Nach dem United States Census Bureau hat Milton hat eine Gesamtfläche von 34,4 km² (13,3 mi²), wovon 33,8 km² (13,0 mi²) reine Landfläche sind. An Wasserflächen besitzt Milton 0,6 km² (0,2 mi²), was einem Anteil von 1,81 % entspricht.

### Geographische Lage
Milton liegt im Nordosten des Norfolk Countys und grenzt im Norden an Boston. Der Neponset River bildet die Grenze zu Boston und fließt in östlicher Richtung. Im benachbarten Quincy mündet er im Atlantischen Ozean. Auf dem Gebiet von Milton befinden sich nur wenige, kleinere Seen. Der größte ist der im Süden liegende Houghton's Pond im Blue Hills Reservation. Die Oberfläche des Gebietes ist im Norden eher eben, im Süden durchzogen von mehreren Hügeln, von denen die höchste Erhebung der 193 m hohe Great Blue Hill ist.

### Nachbargemeinden
Alle Entfernungen sind als Luftlinien zwischen den offiziellen Koordinaten der Orte aus der Volkszählung 2010 angegeben.
- Norden: Boston, 11,3 km
- Südosten: Quincy, 6,4 km
- Südwesten: Canton, 8,1 km

### Stadtgliederung
Die Hauptsiedlungsgebiete in Milton sind Milton Village und East Milton.

### Klima
Die mittlere Durchschnittstemperatur in Milton liegt zwischen −2,2 °C (28 °F) im Januar und 22,2 °C (72 °F) im Juli. Damit ist der Ort gegenüber dem langjährigen Mittel der Vereinigten Staaten im Winter etwa 2 Grad kühler. Die Schneefälle zwischen Oktober und Mai liegen mit deutlich mehr als zwei Metern (bei einem Spitzenwert im Januar von knapp 40 cm) ungefähr doppelt so hoch wie die mittlere Schneehöhe in den USA. Die tägliche Sonnenscheindauer liegt am unteren Rand des Wertespektrums der USA.

## Geschichte
Milton wurde 1640 durch die ersten puritanischen Einwanderer, die ab 1630 in die Massachusetts Bay Colony einwanderten, besiedelt. Zunächst gehörte Milton zu Dorchester. Als eigenständige Town wurde Milton dann im Jahr 1662 organisiert. Für mehr als 200 Jahre nach der Gründung blieb Milton eine kleine auf landwirtschaftlicher Basis geprägte Gemeinde, mit Industrie entlang des Ufers des Neponset Rivers. Nach dem Amerikanischen Unabhängigkeitskrieg stieg die Einwohnerzahl stark an und durch die Old Colony Railroad wurde Milton mit Boston verbunden.

### Einwohnerentwicklung
| Volkszählungsergebnisse – Town of Milton, Massachusetts | Volkszählungsergebnisse – Town of Milton, Massachusetts | Volkszählungsergebnisse – Town of Milton, Massachusetts | Volkszählungsergebnisse – Town of Milton, Massachusetts | Volkszählungsergebnisse – Town of Milton, Massachusetts | Volkszählungsergebnisse – Town of Milton, Massachusetts | Volkszählungsergebnisse – Town of Milton, Massachusetts | Volkszählungsergebnisse – Town of Milton, Massachusetts | Volkszählungsergebnisse – Town of Milton, Massachusetts | Volkszählungsergebnisse – Town of Milton, Massachusetts | Volkszählungsergebnisse – Town of Milton, Massachusetts |
| Jahr                                                    | 1800                                                    | 1810                                                    | 1820                                                    | 1830                                                    | 1840                                                    | 1850                                                    | 1860                                                    | 1870                                                    | 1880                                                    | 1890                                                    |
| ------------------------------------------------------- | ------------------------------------------------------- | ------------------------------------------------------- | ------------------------------------------------------- | ------------------------------------------------------- | ------------------------------------------------------- | ------------------------------------------------------- | ------------------------------------------------------- | ------------------------------------------------------- | ------------------------------------------------------- | ------------------------------------------------------- |
| Einwohner                                               |                                                         |                                                         |                                                         |                                                         |                                                         | 2241                                                    | 2669                                                    | 2683                                                    | 3206                                                    | 4278                                                    |
| Jahr                                                    | 1900                                                    | 1910                                                    | 1920                                                    | 1930                                                    | 1940                                                    | 1950                                                    | 1960                                                    | 1970                                                    | 1980                                                    | 1990                                                    |
| Einwohner                                               | 6578                                                    | 7924                                                    | 9382                                                    | 16434                                                   | 18708                                                   | 22395                                                   | 26375                                                   | 27190                                                   | 25860                                                   | 25725                                                   |
| Jahr                                                    | 2000                                                    | 2010                                                    | 2020                                                    | 2030                                                    | 2040                                                    | 2050                                                    | 2060                                                    | 2070                                                    | 2080                                                    | 2090                                                    |
| Einwohner                                               | 26062                                                   | 27003                                                   | 28630                                                   |                                                         |                                                         |                                                         |                                                         |                                                         |                                                         |                                                         |

## Kultur und Sehenswürdigkeiten

### Bauwerke
In Milton wurde eine Reihe von Bauwerken ins National Register of Historic Places, National Historic Landmarks und Historic Districts aufgenommen. Zu diesen gehören der historische Blue Hills Reservation Parkways, der Gov. Thomas Hutchinson’s Ha-ha und das Blue Hill Meteorological Observatory.

### Parks
Das Governor Hutchinson’s Field ist ein etwa 10 Acres (4 ha) großes Naturschutzgebiet, das von der Organisation The Trustees of Reservations verwaltet wird. Es ist der einzige Zugang zum benachbarten Schutzgebiet Pierce Reservation. Ein weiteres Naturschutzgebiet in Milton ist der State Park Blue Hills Reservation. Es ist Teil des Metropolitan Park System of Greater Boston.

## Wirtschaft und Infrastruktur
Milton war durch die vielen Mühlen entlang des Neponset Rivers jahrhundertelang ein bekannter Standort für Wassermühlen. Zu diesen gehörte eine Schrotmühle, eine Mühle für Schießpulver, eine Papiermühle und eine Schokoladenmühle. Diese Mühlen gehörten vermutlich zu den ältesten ihrer Art in Neuengland. Um diese Mühlen siedelten sich weitere Industrien an.
Auf dem Great Blue Hill im Süden der Town wurde das Blue Hill Meteorological Observatory erbaut. Es ist die älteste Wetterstation in Nordamerika.

### Verkehr
Durch den östlichen Teil von Milton verläuft in nordsüdlicher Richtung die Interstate 93. Sie verbindet Milton im Norden mit Boston. Die Massachusetts Route 28 und die Massachusetts Route 138 verlaufen ebenfalls in nordsüdlicher Richtung Zentral bzw. im Westen von Milton.
Öffentlicher Personennahverkehr wird durch die Massachusetts Bay Transportation Authority sichergestellt, die Milton auch mit Boston verbindet.

### Öffentliche Einrichtungen
In Milton befindet sich mehrere medizinische Einrichtungen. Weitere stehen den Bewohnern in Boston und Quincy zur Verfügung.
Die Milton Public Library hat ihre Ursprünge im 17. Jahrhundert, doch die erste öffentliche Bücherei wurde 1870 gegründet nach einem Beschluss der Gemeindeversammlung und im Februar 1871 eröffnet.

### Bildung
In Milton befinden sich sechs öffentliche Schulen. Zu diesen gehören vier Elementary Schools:
- Collicot Elementary School
- Cunningham Elementary School
- Glover Elementary School
- Tucker Elementary School

Als weiterführende Schulen gibt es die Pierce Middle School und die Milton High School.
Zudem mehrere private Schulen: Fontbonne Academy, St. Mary of the Hills, St. Agatha’s, Thacher Montessori School, Carriage House Schools und Delphi Academy.
Außerdem befinden sich die Milton Academy, ein Vorbereitungs-College für die Universität, und das Curry College, ein kleines auf Kunst ausgerichtetes College, in Milton.

## Persönlichkeiten

George H. W. Bush

Milton ist die Geburtsstadt des Vizegouverneurs des Bundesstaates Massachusetts Edward Robbins und des 43. Vizepräsidenten der Vereinigten Staaten von Amerika und 41. Präsidenten der Vereinigten Staaten von Amerika George H. W. Bush. Bedingt durch die Milton Academy ist die Stadt auch Wohnort von Schriftstellern und Musikern wie Hal Clement.